# Practice

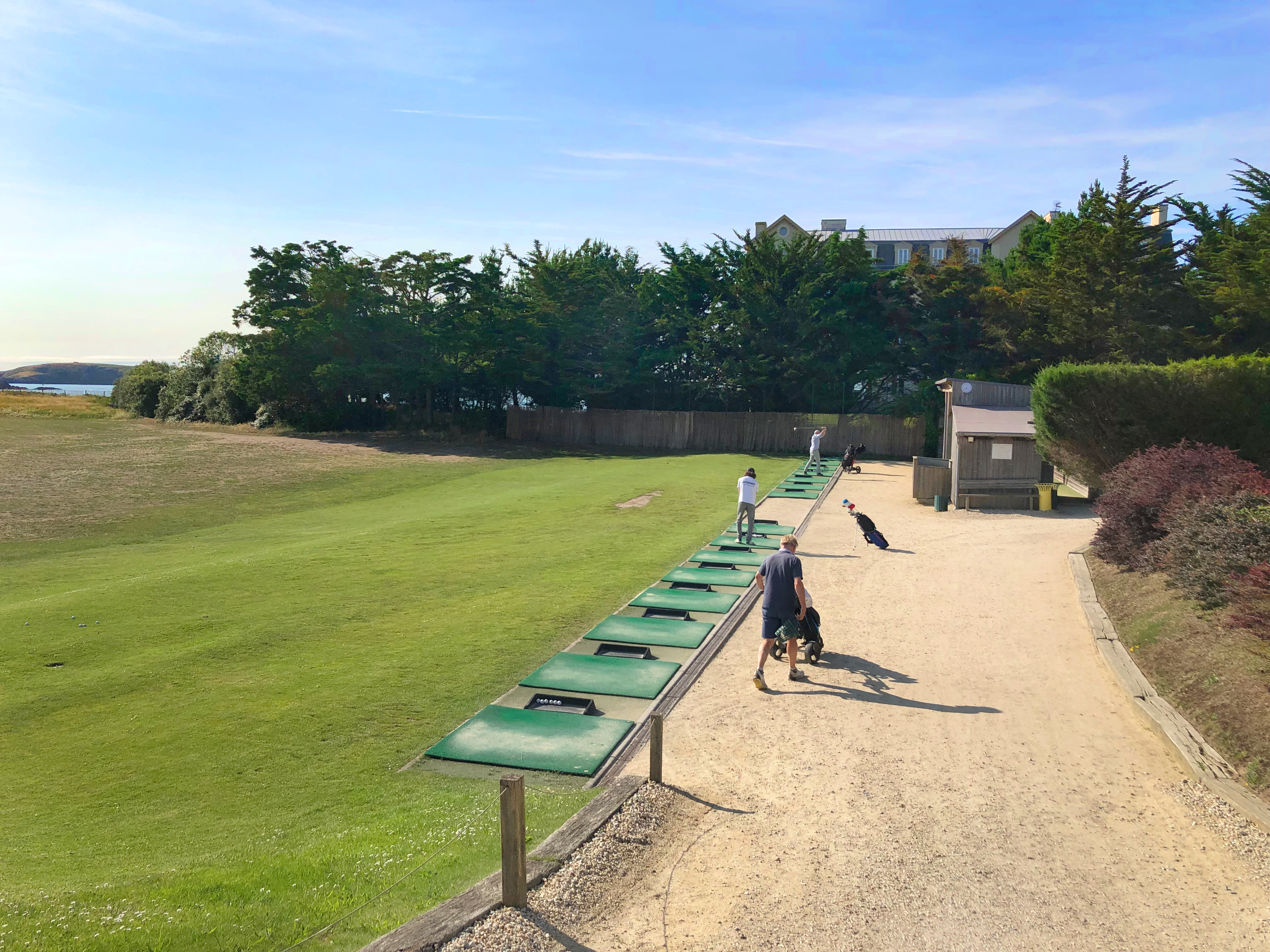
Le practice du Dinard Golf à Saint-Briac-sur-Mer.

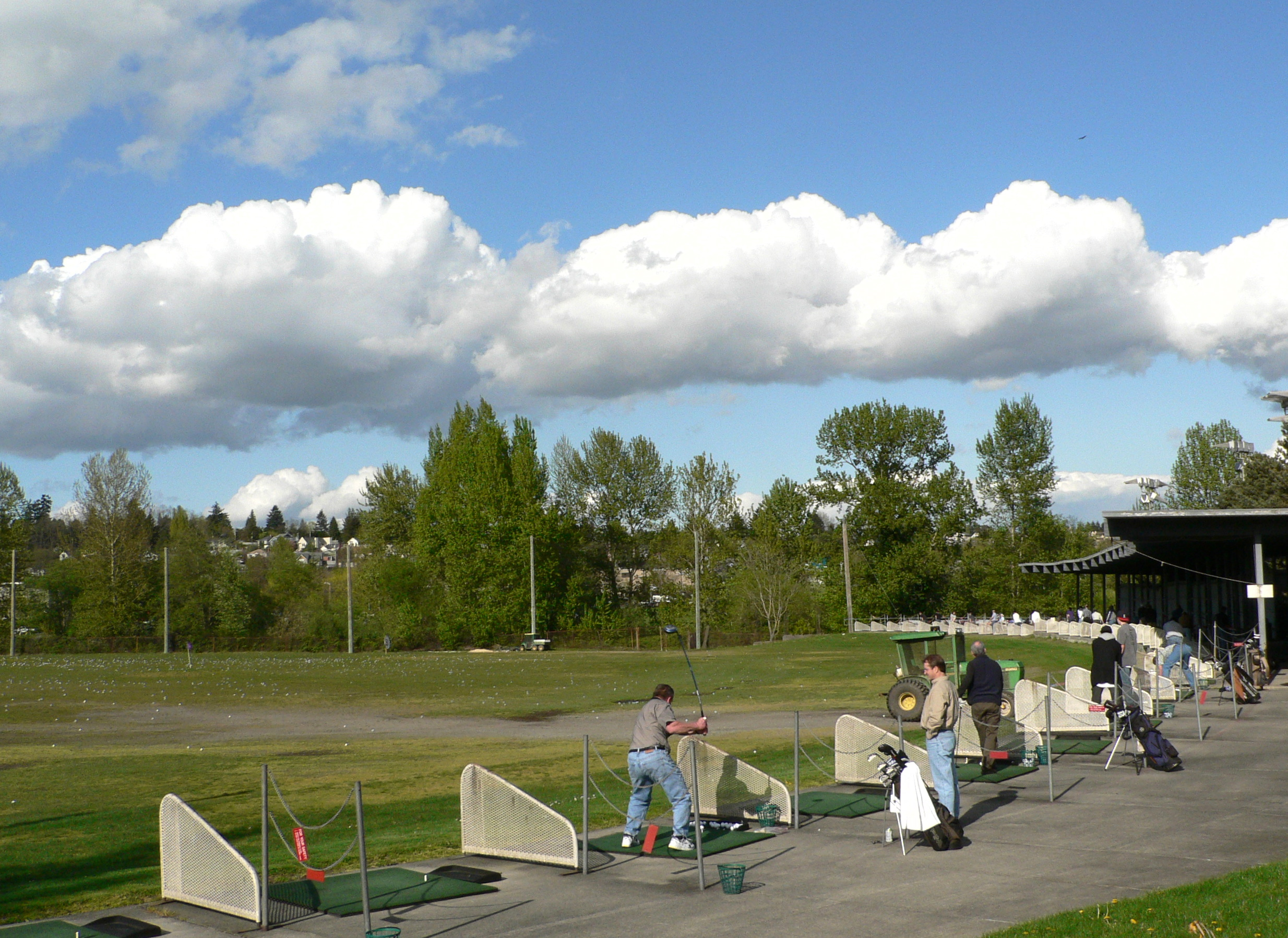
Un practice à l'Université de Washington

Un practice est un terrain permettant aux golfeurs de s'entraîner. Cet endroit peut également servir aux amateurs de golf pour jouer lorsque ceux-ci n'ont pas réellement le temps disponible pour explorer le parcours. Un nombre important de golfs disposent d'un practice, cependant il est possible d'en trouver quelques-uns non rattachés à un parcours de golf, notamment en centres urbains. Les distances sur le practice sont signalées aux joueurs par des panneaux et/ou accompagnées de cibles sous la forme de drapeaux. 

## L'achat des balles de practice
L'accès au practice se fait par le paiement d'un ou plusieurs seaux de balles distribués à l'aide d'un distributeur de balles. Celui-ci accepte généralement des pièces de monnaie ou des jetons spécifiques au golf. La réception des balles se fait à l'aide d'un seau ajouré métallique ou en plastique.

## Le poste de practice
Les joueurs peuvent choisir librement le poste sur lequel ils iront s'entraîner sur le practice. Chaque poste est délimité par un "tapis" à égale distance chacun afin d'améliorer les conditions de jeu des joueurs et de prévenir tout accident pouvant intervenir durant l'entraînement. La plupart du temps, les tapis sont séparés par des cloisons en métal ou en bois.

## Le ramassage des balles de practice
Les balles sont ramassées par un engin motorisé conduit par le pilote. Ce dernier est spécialement protégé dans une sorte de cage afin de ne pas se faire percuter par les balles des golfeurs en train de jouer. 

## L'aménagement du site
Des filets de protection autour du practice sont ajoutés afin de protéger toute personne située à l'extérieur de cette zone, notamment les golfeurs jouant sur le parcours à proximité du practice, mais aussi les personnes localisées en dehors du golf lui-même, notamment en milieu urbain.